# Kwademolen
De Kwademolen is een watermolen in de Vlaams-Brabantse plaats Boutersem, gelegen aan de Tiensesteenweg.
Deze bovenslagmolen op de Velp fungeerde als korenmolen. Hij ligt vlak bij de plaats waar de Kleine Vondelbeek in de Velp stroomt.

## Geschiedenis
De molen bestond al in 1686. Hij was in particuliere handen. In 1910 werd een motor geplaatst, terwijl ook nog met waterkracht werd gemalen. Vanaf 1960 werd de molen nog als woning gebruikt, maar het metalen bovenslagrad bleef aanwezig.